# Ann-Margret
Ann-Margret Olsson, más conocida por su nombre artístico de Ann-Margret (Valsjöbyn, Jämtland, 28 de abril de 1941), es una actriz y cantante sueca con nacionalidad estadounidense.

## Vida y carrera
Se trasladó a Estados Unidos en su juventud, y creció en Wilmette (Illinois), donde acudió a la Universidad del Noroeste. 

### Cantante
Como cantante, fue descubierta en un club nocturno por el actor y cómico George Burns. Comenzó a grabar discos con la compañía RCA en 1961. Su voz, suavemente ronca, estaba considerada como una de las más sexys, y se la comparaba con las de Eartha Kitt o Nancy Sinatra. La compañía RCA intentó hacer de ella la "Elvis femenina" preparando un disco con una versión de la canción de Elvis "Heartbreak Hotel" y otras canciones de un estilo muy similar al del "Rey de rock". Tuvo un pequeño éxito con la canción "I Just Don't Understand" (entró en el Top 40 en la lista del Billboard la tercera semana de agosto de 1961, donde permaneció durante seis semanas, llegando al número 17). Su disco más destacable es The Beauty and the Beard (1964) que realizó con el trompetista Al Hirt. El contrato con la RCA terminó en 1966.
Aunque su labor musical quedaría eclipsada por la actoral, a principios de la década de 1980 siguió actuando en Las Vegas, donde grabó en 1982 un spot publicitario para la firma de cava español Freixenet.

### Cine
En 1961, Margret consiguió gracias a una audición un contrato de siete años de duración con el estudio cinematográfico Twentieth Century Fox. Su primera experiencia en el cine fue en la película Un gángster para un milagro en 1961. Su interpretación recibió muy buenas críticas y la hizo acreedora del Globo de Oro a la Nueva estrella del año - Actriz. Siguió la película musical State Fair, donde compartió escena con Bobby Darin y Pat Boone al año siguiente. Pero fue su papel protagonista en Un beso para Birdie (1963) el que la lanzó al estrellato. 
Después de rodar Viva Las Vegas (1964) con Elvis Presley, ambos comenzaron una relación que atrajo la atención de la prensa del corazón. Incluso, se dice que Presley llegó a pedirle matrimonio a Ann pero ella rechazó la proposición. Esta relación provocó un enfrentamiento con la que posteriormente sería la esposa de Elvis (y en ese entonces novia), Priscilla. Aunque la relación entre Margret y el cantante terminó poco después, Presley siguió siendo gran amigo de la actriz hasta su muerte. De todas las estrellas de Hollywood con las que Elvis trabajó, Ann-Margret fue la única que asistió a su funeral.

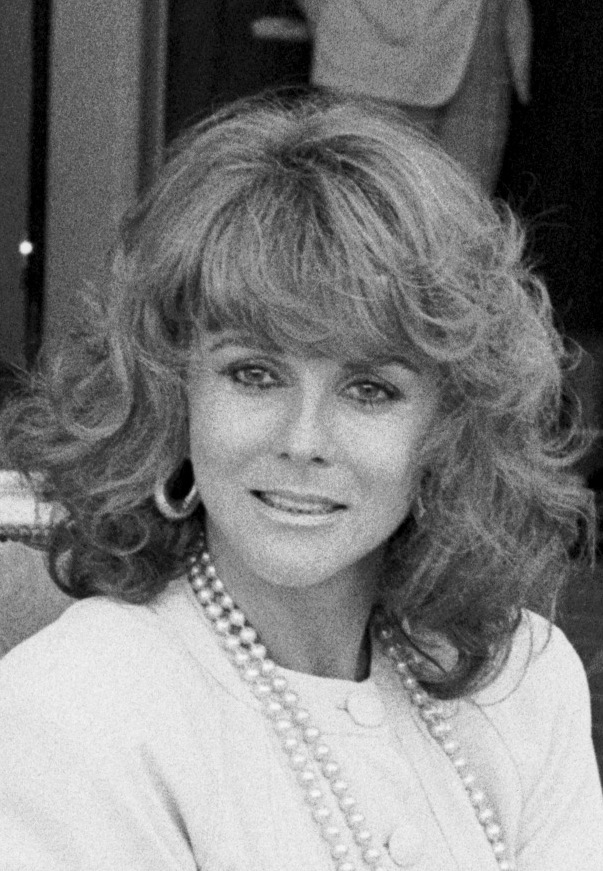
En el Festival de Cine de Deauville, en 1988.

En 1963, Ann-Margret fue la estrella invitada en un episodio de la serie de dibujos animados Los Picapiedra, cuyo personaje se llamaba "Ann-Margrock".
En marzo de 1966, Ann-Margret, junto con los artistas Chuck Day y Mickey Jones, hizo un viaje para apoyar a las tropas estadounidenses que se encontraban en Vietnam y otros países del Sureste Asiático.
En 1971, protagonizó la cinta de Mike Nichols Conocimiento carnal, película que dio un giro a la carrera interpretativa de la actriz. Por esta película obtuvo una candidatura a los Oscar, en la categoría de Mejor actriz de reparto. A lo largo de los años 1970, Ann-Margret compaginó sus actuaciones en directo con una serie de películas, muchas de ellas aclamadas por la crítica: Ladrones de trenes, Tommy (1975) y Cactus Jack.
Entre sus filmes más recientes, hay que citar la comedia Grumpier Old Men, 1995), con Jack Lemmon y Walter Matthau, y Un domingo cualquiera de Oliver Stone, donde Ann-Margret figura en un amplio reparto encabezado por Al Pacino.
Por su trabajo en Tommy fue candidata al Oscar a la mejor actriz. Además de sus dos candidaturas a los Oscars, Ann-Margret ha sido candidata a 10 Globos de Oro, ganando cinco de ellos, incluyendo el de Mejor actriz de comedia o musical por Tommy.

### Otros datos
Además de trabajar en el cine, Ann-Margret ha protagonizado algunos especiales de televisión de mucho éxito, comenzando con The Ann-Margret Show para la cadena NBC en 1968.
En 1994, publicó su autobiografía titulada Ann Margret: My Story. Estuvo casada con el actor Roger Smith desde 1967, hasta 2017 cuando él murió.
En 1995, fue elegida por la revista Empire como una de las 100 estrellas más atractivas en la historia del cine; concretamente, estaba situada en el puesto décimo.
Ann-Margret tiene una estrella en el Paseo de la Fama de Hollywood situada en el 6501 de Hollywood Blvd.
Es uno de los personajes de la novela La magnitud de la tragedia, de Quim Monzó.
John Romita Sr., un dibujante de las primeras ediciones the The Amazing Spider-Man, declaró que usó a Ann-Margaret en su aparición en Bye Bye Birdie, como guía para el diseño de Mary Jane Watson usando la forma de su cara y el cabello rojo.

## Filmografía
- Un gángster para un milagro (1961)
- State Fair (1962)
- Un beso para Birdie (1963)
- Viva Las Las Vegas (1964)
- Como en una pesadilla (1964)
- The Pleasure Seekers (1964)
- Brazos de terciopelo (1965)
- El último homicidio (1965)
- El rey del juego (1965)
- Cita en París (1966)
- Hacia los grandes horizontes (1966)
- Chica sin barreras (1966)
- Matt Helm, agente muy especial (1966)
- Stagecoach (1966)
- Un tigre en la red (1967)
- El profeta (1968)
- El gran robo (1968)
- El crimen también juega (1969)
- RPM: revoluciones por minuto (1970)
- Swing Out, Sweet Land (1970)
- C.C. and Company (1970)
- Conocimiento carnal (1971)
- The Outside Man (1972)
- Ladrones de trenes (1973)
- Tommy (1975)
- Locuras de un matrimonio burgués (1976)
- Joseph Andrews (1977)
- Mi bello legionario (1977)
- Un detective barato (1978)
- Magic (1978)
- The Villain (1979)
- Cactus Jack (1979)
- La locura de la edad madura (1980)
- The Return of the Soldier (1982)
- Lookin' to Get Out (1982)
- Soy tu hija, ¿te acuerdas? (1982)
- Dos veces en la vida (1985)
- 52 vive o muere (1986)
- Un tigre en la almohada (1988)
- Una nueva vida (1988)
- La pandilla (1992)
- Dos viejos gruñones (1993)
- Discordias a la carta (1995)
- Un domingo cualquiera (1999)
- The Last Producer (2000)
- Interstate 60: Episodios de carretera (2002)
- Taxi: Derrape total (2004)
- Mem-o-re (2005)
- The Break-Up (2006)
- Marvin Hamlisch: What He Did for Love (2013)
- Going in Style (2017)
- Papa (2018)

## Televisión
- The Ann-Margret Show (1968)
- Ann-Margret: From Hollywood with Love (1969)
- Dames at Sea (1971)
- Ann-Margret: When You're Smiling (1973)
- Ann-Margret Olsson (1975)
- Ann-Margret Smith (1975)
- Ann-Margret: Rhinestone Cowgirl (1977)
- Ann-Margret: Hollywood Movie Girls (1980)
- Who Will Love My Children? (1983)
- Un tranvía llamado deseo (1984)
- The Two Mrs. Grenvilles (1987)
- Our Sons (1991)
- Queen: The Story of an American Family (1993) (miniserie)
- Following Her Heart (1994)
- Scarlett (1994) (miniserie)
- Seduced by Madness: The Diane Borchardt Story (1996)
- Blue Rodeo (1996)
- Four Corners (1998)
- Life of the Party: The Pamela Harriman Story (1998)
- Happy Face Murders (1999)
- Perfect Murder, Perfect Town: JonBenét and the City of Boulder (2000)
- El décimo reino (2000) (miniserie)
- Blonde (2001) (miniserie)
- A Woman's a Helluva Thing (2001)
- A Place Called Home (2004)
- Happy! Temporada 2 Neflix

## Premios y nominaciones
Premios Óscar
| Año  | Categoría                 | Película            | Resultado |
| ---- | ------------------------- | ------------------- | --------- |
| 1972 | Mejor Actriz de Reparto   | Conocimiento carnal | Nominada  |
| 1976 | Mejor actriz protagonista | Tommy               | Nominada  |